# Max Novak
Max Novak, född 1 februari 1996, är en svensk längdskidåkare som tävlar i långloppscupen Ski Classics för Team Aker Daehlie. 

## Karriär
Novak placerade sig på en tredjeplats sammanlagt i Ski Classics såväl säsongen 2021/2022 och säsongen 2022/2023.